# アフロプラスパラダイス
アフロプラスパラダイスは、ニトロプラスの作品やイベントを紹介していたインターネットラジオである。2007年3月9日に放送を終了した。
パーソナリティーは、ニトロプラスの最狂広報「ジョイまっくす」とニトロの歌姫こと「いとうかなこ」の二人。
最近では、ニトロプラスの偽善者こと「ニトロくん」もレギュラーになった。
『ジョイまっくすに愛に恋！』のコーナーではアージュの斉藤Kも出演。ゲストは、ほとんどニトロプラス関係者である。
ちなみに、斉藤Kは番組のディレクターも勤めている。
番組は、ジョイまっくすが広報の立場をフル活用して創ってしまったという話である。
本放送は2003年11月14日からではあるが、10月10日に第0回として試験的に配信された。12月26日（第4回配信）には一旦終了したが、2004年2月6日に復活した。
その後、2007年3月9日に再び終了した。ホームページ上では、「リニューアルのため、ファーストシーズン終了」と発表されているが、セカンドシーズンの開始は未定。

## 番組概要
- 放送期間：2003年10月10日～2007年3月9日
- 配信サイト：アフロプラスパラダイス ホームページ
- 配信日：隔週金曜日
- 配信期間：2週間
- 配信方式：ストリーミング
- ファイル形式：Windows Media Audio (wma)
- スポンサー：ニトロプラス

## 関連商品

### CD
- アフロプラスパラダイス vol.1

第0回～第10回までの配信分と、「最狂広報ジョイまっくすのテーマ」を収録された総集編CD-ROM。
- アフロプラスパラダイス vol.2

第11回～第20回までの配信分と、未公開トークを収録された総集編CD。システムボイスも収録されている-ROM。
- アフロプラスパラダイス vol.3

第21回～第30回までの配信分と、未公開トークを収録。公開収録の模様も収録された総集編CD-ROM。
- アフロプラスパラダイス vol.4

第31回～第40回までの配信分と、「アフパラ出張版」が収録された総集編CD-ROM。